# Гальберштадт
Гальберштадт (нім. Halberstadt) — місто в Німеччині, розташоване в землі Саксонія-Ангальт. Районний центр району Гарц.
Площа — 142,97 км2. Населення становить 38 682 ос. (станом на 31 грудня 2021).
Місто поділене на 10 районів

## Історія
З IX ст до 1807 року місто є  столицею однойменного єпископства, яке пізніше стало  князівством.

## Галерея

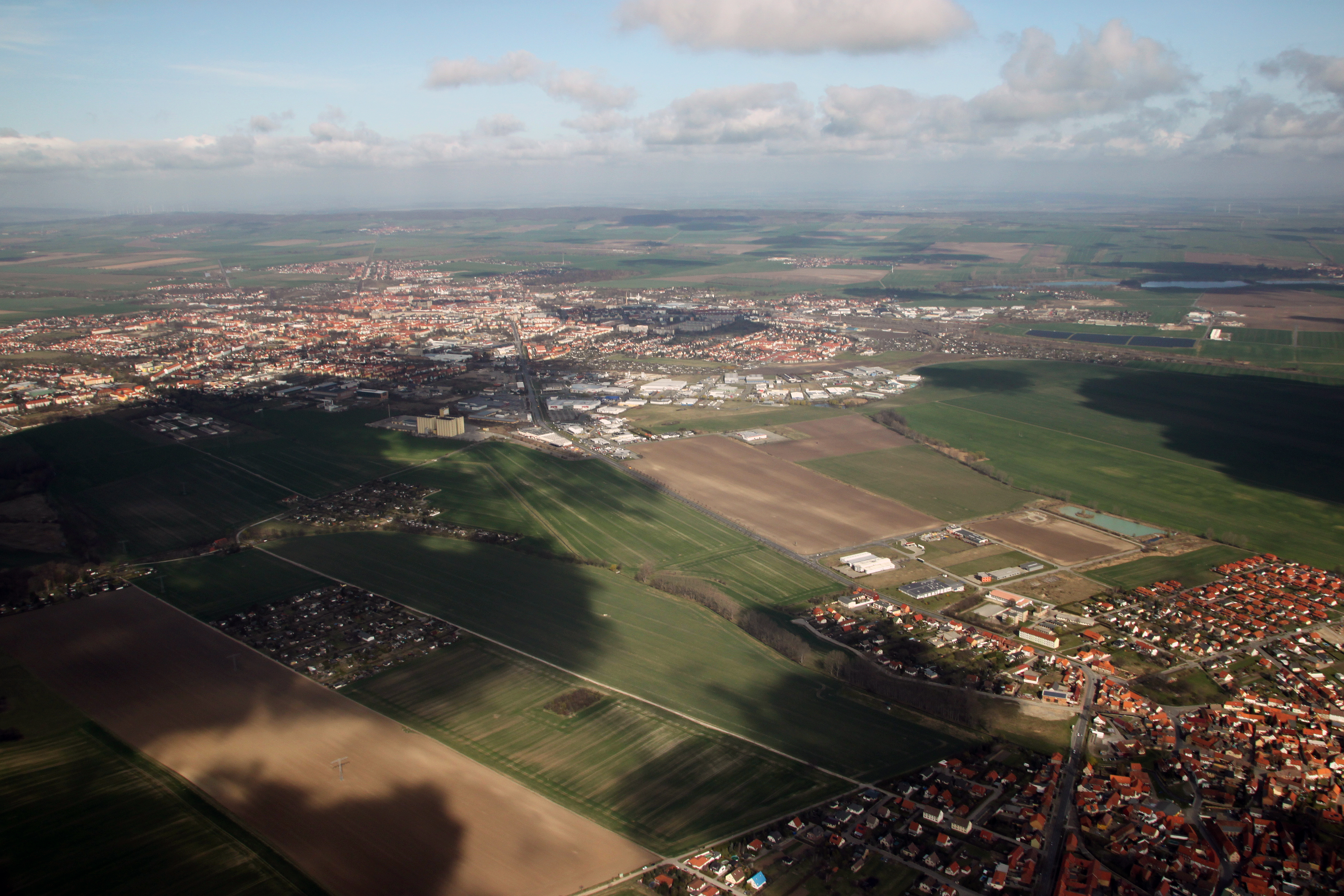
links
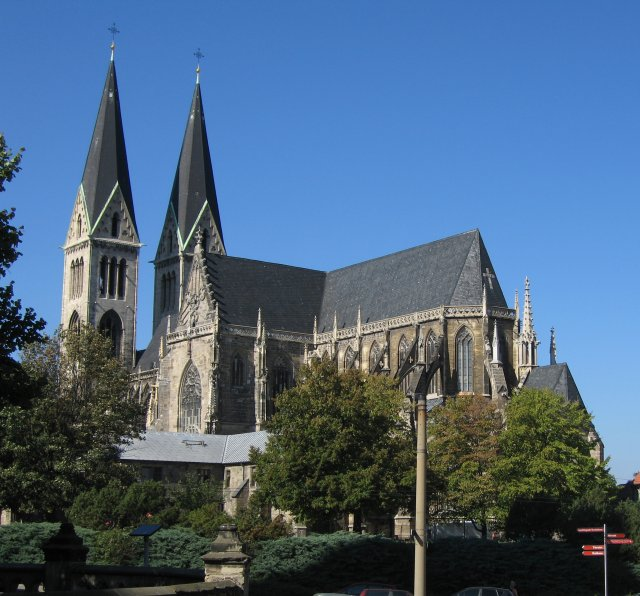
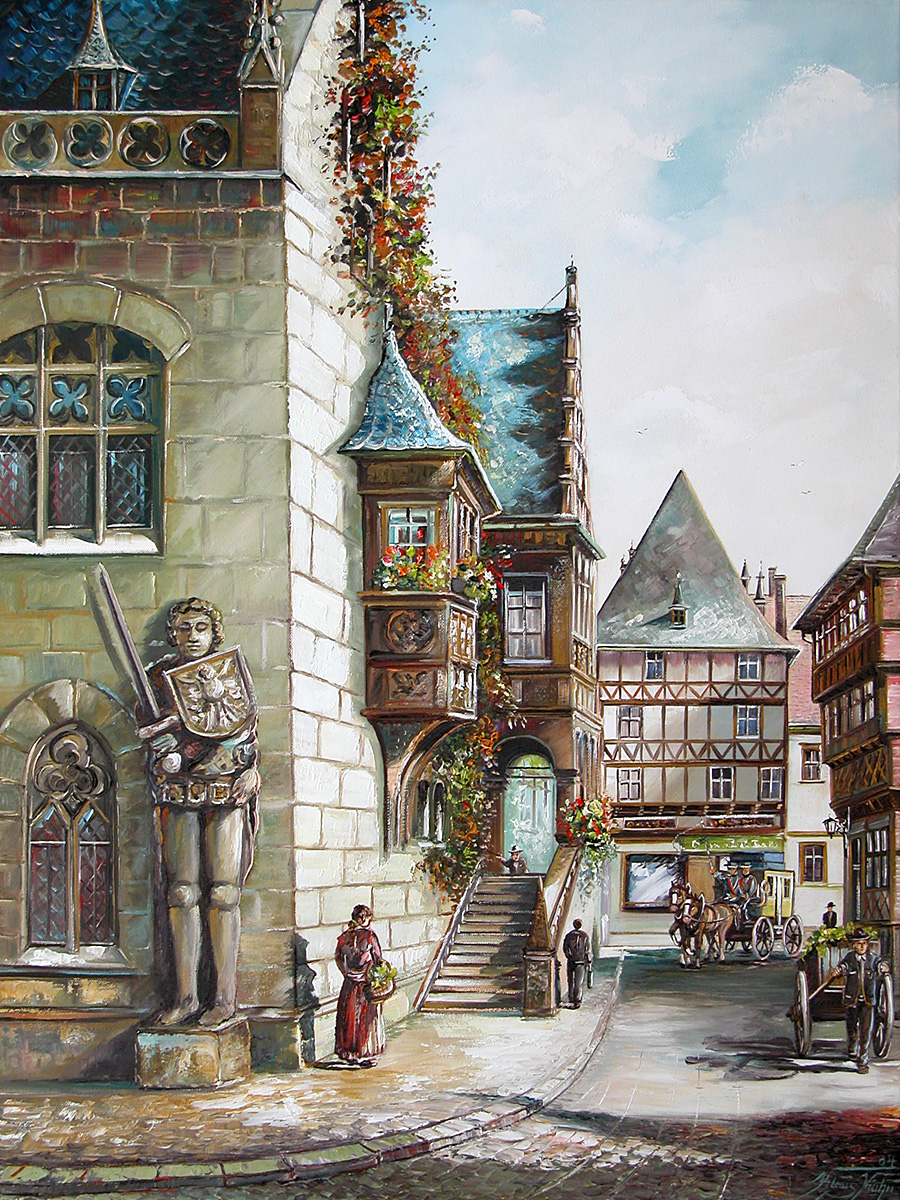
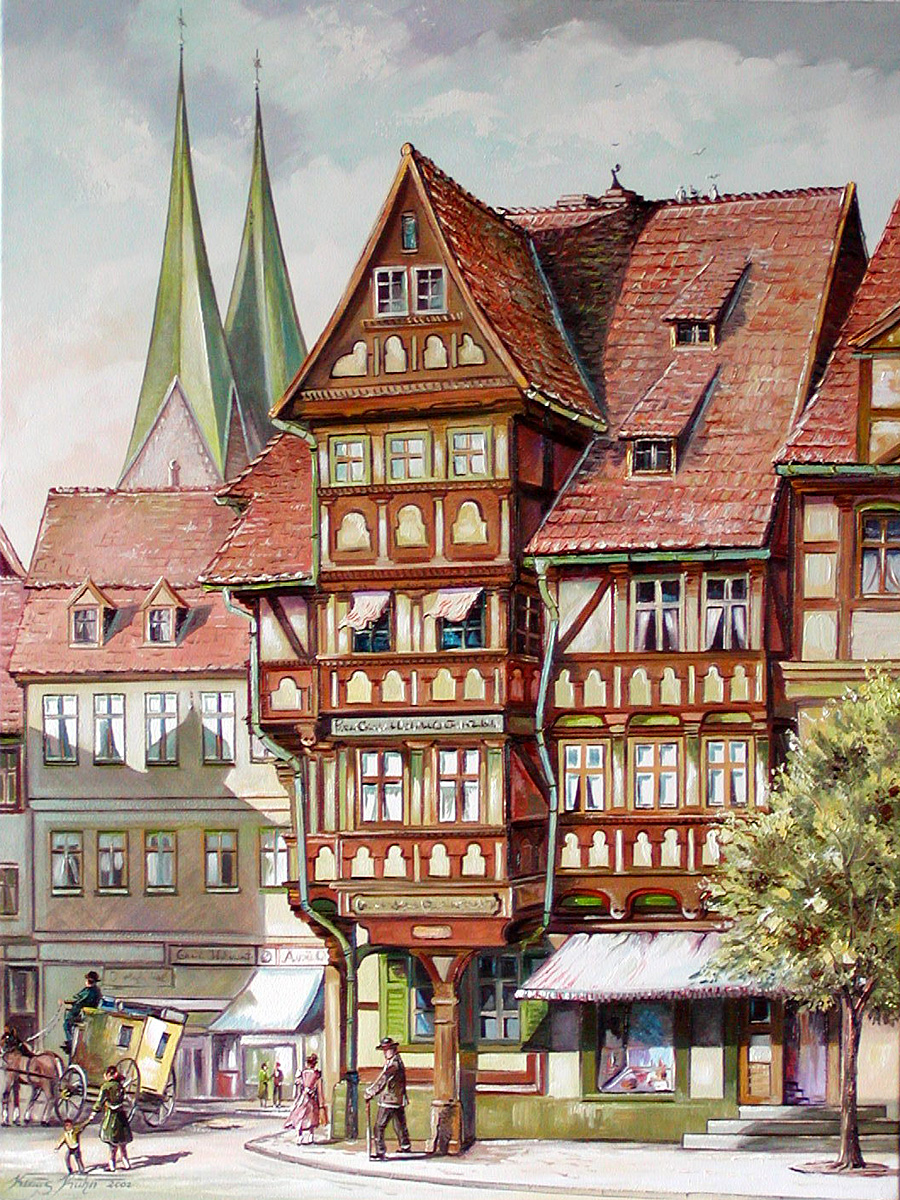
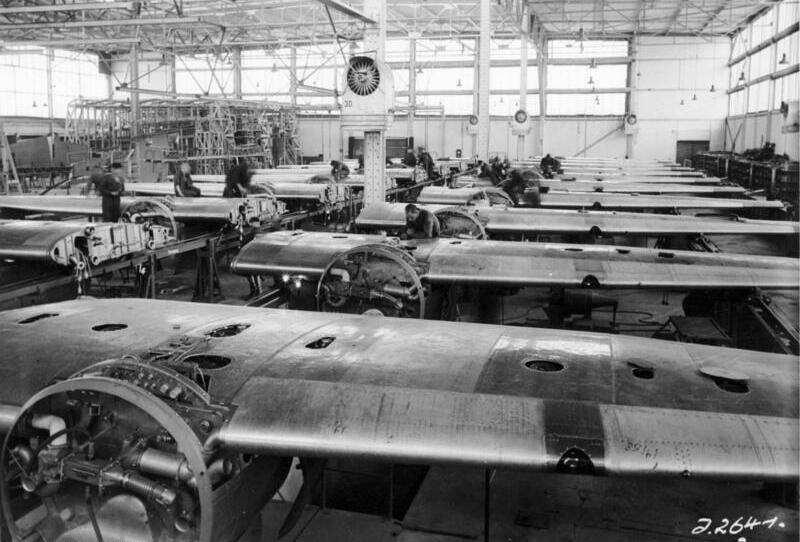
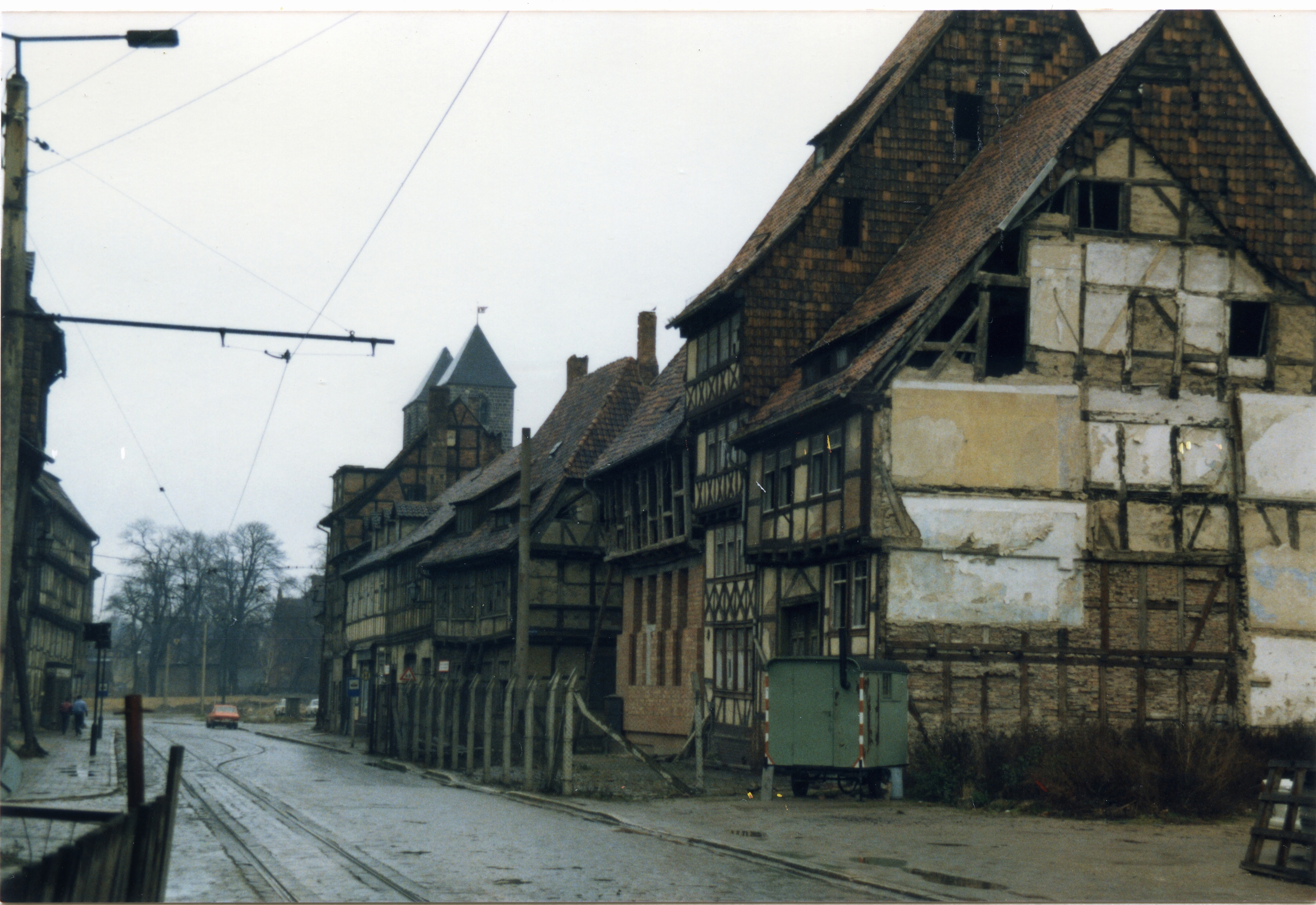

## Уродженці
- Август-Вільгельм фон Плетц (1741—1810) — прусський генерал-майор
- Лілі Браун (1865—1916) — німецька письменниця, соціалістка і феміністка
- Гельмут Вайдлінг (1891—1955) — німецький воєначальник часів Третього Рейху, генерал артилерії (1944) Вермахту
- Мартін Борман (1900—1945) — німецький державний і партійний діяч, рейхсляйтер, обергруппенфюрер СА.